# Rifugio Gomišček
Il Rifugio Gomišček (in sloveno: Gomiščkovo zavetišče na Krnu) è un rifugio situato nel comune di Caporetto in Slovenia, a 2.178 m s.l.m..

## Storia
Il rifugio prende il nome dal costruttore Ervin Gomišček, ha una capacità di 42 posti letto) ed è aperto tutto l'anno.